# Kwanasaurus
Kwanasaurus (Orlí ještěr, v jazyce Ute) byl rod dinosauriforma, žijícího v období pozdního triasu (geologicky věk nor, asi před 215 až 207 miliony let) na území dnešního Colorada.

## Objev a popis
Fosilie tohoto blízkého příbuzného "pravých" dinosaurů byly objeveny v sedimentech souvrství Chinle a formálně byl popsán v září roku 2019.
Jednalo se o zástupce čeledi Silesauridae, postupně převážně býložravých archosaurů menší velikosti, rozšířených po mnoha oblastech superkontinentu Pangea. Kwanasaurus byl součástí evoluční radiace silesauridů, kteří představovali sesterskou vývojovou skupinu k rodu Asilisaurus, spolu s popisem druhu K. williamparkeri byl pro tento klad ustanoven název Sulcimentisauria.